# 13 Ways to Bleed on Stage
13 Ways to Bleed on Stage (рус. 13 способов истечь кровью на сцене) — второй студийный альбом американской пост-гранж группы Cold, выпущенный в 2000 году. Благодаря четырём синглам, ставшим известными, он стал коммерчески успешным, получив золотой статус.

## История
Примерно за год до записи альбома группа включила в состав Терри Бальзамо, так как Скутер Уорд, который ранее одновременно играл на гитаре и пел, хотел сосредоточиться на пении. После прослушивания нескольких музыкантов из Лос-Анджелеса, Cold выбрали Бальзамо, который также был из Джексонвилля и уже играл с музыкантами группы с 18-летнего возраста.
Основные структуры песен для "13 Ways" были написаны до студийной сессии. Используя гитарный строй Drop C, Cold экспериментировали с различными звуками и ритмами уже в студии. Бальзамо в основном использовал гитару Ibanez RG570 и Mesa Boogie Triple Rectifier.
Часто считаемый самой тёмной работой группы, альбом раскрывает такие темы, как наркозависимость, проблемы в отношениях и социальное равнодушие. В записи альбома приняли участие Аарон Льюис из Staind и Сиерра Суон, которая также приняла участие в записи следующего альбома Cold, Year of Spider.

## Поддержка альбома
После выпуска альбома, в его поддержку Cold полгода находились в турне. Три недели группа играла на одной сцене с 3 Doors Down, месяц с Marilyn Manson, затем несколько недель с Limp Bizkit и DMX (тур Anger Management). Cold (вместе с The Offspring, Weezer, Social Distortion, Incubus и Adema) играли на первом ежегодном концерте Inland Invasion, состоявшемся 25 августа, 2001 и проведенном лосаджелесской радиостанцией KROQ-FMK.
Синглами в поддержку альбома стали "Just Got Wicked", "End of the World", "No One" и "Bleed (feat. Aaron Lewis)", на каждый был снят клип, находившийся в ротации на телеканале MTV2. Большинство из синглов имели заметный успех на радиостанциях.
"Just Got Wicked" была включена в сборники MTV: The Return of the Rock, Vol. 2, ECW: Extreme Music Vol. 2: Anarchy Rocks, и в саундтрек к видеоигре Jet Set Radio. "No One" включена в саундтрек к фильму Спеши любить.

## Список композиций
| №   | Название                                                                                   | Длительность |
| --- | ------------------------------------------------------------------------------------------ | ------------ |
| 1.  | «Just Got Wicked»                                                                          | 4:00         |
| 2.  | «She Said»                                                                                 | 4:08         |
| 3.  | «No One (feat. Sierra Swan)»                                                               | 3:17         |
| 4.  | «End of the World»                                                                         | 3:04         |
| 5.  | «Confession»                                                                               | 3:49         |
| 6.  | «It's All Good»                                                                            | 3:43         |
| 7.  | «Send in the Clowns (feat. Aaron Lewis)»                                                   | 4:13         |
| 8.  | «Same Drug»                                                                                | 3:43         |
| 9.  | «Anti-Love Song»                                                                           | 3:10         |
| 10. | «Witch (feat. Sierra Swan)»                                                                | 3:48         |
| 11. | «Sick of Man»                                                                              | 4:04         |
| 12. | «Outerspace»                                                                               | 3:37         |
| 13. | «Bleed (feat. Aaron Lewis) (также известна как "Thirteen" после теракта 11 сентября 2001)» | 3:57         |

| №   | Название               | Длительность |
| --- | ---------------------- | ------------ |
| 14. | «Ghost in Here (Demo)» | 2:48         |
| 15. | «Bizarre (Demo)»       | 3:29         |

## Участники записи
- Скутер Уорд – вокал, гитара, клавишные
- Келли Хэйс – гитара
- Терри Бальзамо – гитара
- Джереми Маршалл – бас-гитара
- Сэм МакКэндлис – барабаны

Дополнительно
- Аарон Льюис – вокал
- Сиерра Суон – вокал

Производство
- Продюсеры: Cold, Адам Каспер, Крис Вренна, Фред Дёрст
- Исполнительный продюсер: Джордан Шур
- Инженер: Сэм Хофстедт
- Программирование: Крис Вренна
- Координатор производства: Лес Скарри
- Арт-директор: Cold
- Креативный директор: Джо-Мама Нитцберг
- Мастеринг:  Луис Хемси
- Автор всех песен: COLD
- Издатель: Into Everything Music
- 2001 Flip/Geffen Records

## Чарты
Альбом – Billboard (по Северной Америке)
| Year | Chart             | Position |
| ---- | ----------------- | -------- |
| 2000 | Heatseekers       | 1        |
| 2000 | The Billboard 200 | 98       |

Синглы – Billboard (по Северной Америке)
| Year | Single             | Chart                  | Position |
| ---- | ------------------ | ---------------------- | -------- |
| 2000 | "Just Got Wicked"  | Mainstream Rock Tracks | 25       |
| 2001 | "End of the World" | Mainstream Rock Tracks | 24       |
| 2001 | "No One"           | Mainstream Rock Tracks | 17       |
| 2001 | "No One"           | Modern Rock Tracks     | 13       |

## Aкустический EP
В качестве бонуса к альбому был выпущен бесплатный акустический диск.

### Список композиций
1. "No One (Acoustic)" – 3:16
2. "End of the World (Acoustic)" – 3:37
3. "Just Got Wicked (Acoustic)" – 3:59

#### Песни 1 и 3
- Микшинг - Росс Хогарт из Master Control
- Спродюсировано Cold

#### Песня 2
- Микшинг - Дэвид Дж. Холман
- Спродюсировано Cold